# Выше головы
Выше головы — шостий студійний альбом російського та українського гурту SunSay, представлений 25 листопада 2016 року.

## Про альбом
Робота над альбомом тривала понад 2 роки, а пісня «Happy People» зародилась ще пізніше, близько 4 років до прем'єри. В одному із інтерв'ю Андрій Запорожець зазначив, що спочатки вони «задумували її в електронному звучанні, потім акустичному та в англомовній версії», а фразу «Happy People» придумала його дочка, тому у приспівах можна почути дитячі голоси. Платівка складається із 11 композицій, 5 із яких записані у співпраці із іншими музикантами. Зокрема, над піснею «Время — мираж» SunSay працював із Іваном Дорном; незважаючи на те, що працювати довелось віддалено, адже в той час Андрій із сім'єю проживав на індонезійському острові Балі, а Іван працював у США над своїм альбомом OTD, музикантам вдалось легко порозумітись, а в самій пісні роздумують над тим, чи легко люди готові відпускати те, що мають. Також є спільні роботи із такими виконавцями як Check, Тося та All In Orchestra. На заголовну композицію альбому було представлено відеокліп.

## Список композицій
| #     | Назва                                   | Тривалість |
| ----- | --------------------------------------- | ---------- |
| 1.    | «Endless Love (feat. All In Orchestra)» | 4:09       |
| 2.    | «Время - мираж (feat. Іван Дорн)»       | 3:07       |
| 3.    | «Лола любит лимонад»                    | 3:52       |
| 4.    | «Маяк»                                  | 3:37       |
| 5.    | «Happy People»                          | 2:59       |
| 6.    | «Открой (feat. T.Check)»                | 4:42       |
| 7.    | «Новую волну»                           | 3:54       |
| 8.    | «Выше головы (feat. Тося)»              | 3:35       |
| 9.    | «Поезд (feat. Тося)»                    | 3:34       |
| 10.   | «Кондрат»                               | 4:11       |
| 11.   | «Для тебя»                              | 3:46       |
| 41:26 |                                         |            |